# محمود کرکر
محمود کرکر (عربی: محمود كركر؛ زادهٔ ۲۱ اکتبر ۱۹۷۴) بازیکن فوتبال اهل سوریه بود.
از باشگاه‌هایی که در آن بازی کرده‌است می‌توان به باشگاه فوتبال الاتحاد (سوریه)، باشگاه ورزشی الشرطه (سوریه)، و باشگاه ورزشی الوحده (سوریه) اشاره کرد.
وی همچنین در تیم ملی فوتبال سوریه بازی کرده‌است.